# راس العنين (حزم العدين)

تعديل مصدري - تعديل

راس العنين محلة تابعة لقرية المصنعة، التابعة لعزلة الاجعوم بمديرية حزم العدين إحدى مديريات محافظة إب في الجمهورية اليمنية، بلغ تعداد سكانها 92 حسب تعداد اليمن لعام 2004.